# تشريح تصوري
التشريح التصوري (بالإنجليزية: Transcendental anatomy)‏ ويعرف أيضا بالتشريح الفلسفي، أو التشريح التواجزي كان أحد أشكال التشريح المقارن الذي سعى للعثور على أنماط وهياكل مثالية مشتركة بين جميع الكائنات الحية في الطبيعة. نشأ المصطلح من فلسفة الطبيعة في المقاطعات الألمانية، وبلغ ذروته في بريطانيا خاصة من قبل العلماء روبرت نوكس وريتشارد أوين ، الذين استمدوا من غوته ولورنز أوكن.
من عام 1820 إلى عام 1859، استمرت كـتعبير طبي للـفلسفة الطبيعية قبل الثورة الداروينية.

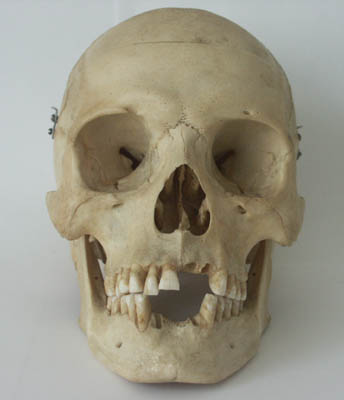
كانت عظام الجمجمة البشرية نظرية مهمة لعلماء التشريح التجاوزي(التصويري)

من بين تعاريفه المختلفة ، يحتوي التشريح الصويري على أربعة مبادئ رئيسية: 
- الافتراض المسبق لخطة مثالية بين تعدد الهياكل المرئية في مملكة الحيوان والنبات، وأن الخطة تحدد الوظيفة.
- عملت الخطة المثالية كقوة للحفاظ على التوحيد التشريحي (على عكس قوى الطبيعة المسببة للتنوع).
- الاعتقاد بأن هذه الخطة الأولية كانت قابلة للاكتشاف.
- الرغبة في اكتشاف القوانين العالمية الكامنة وراء الاختلافات التشريحية.[2]

## تاريخ
كان يوهان فولفجانج جوته واحدًا من العديد من علماء الطبيعة والتشريح في القرن التاسع عشر الذين كانوا يبحثون عن خطة مثالية في الطبيعة. في ألمانيا ، كان هذا يُعرف باسم Urpflanze وتعني (النبات الأصلي) للمملكة النباتية وأورتييه (بالألمانية:Urtier)وتعني حيوان بدائي، للحيوانات. نشر مصطلح «مورفولوجيا» لهذا البحث.
التشريح التجاوزي(التصويري) مستمد أولاً من الفلسفة الطبيعية المعروفة باسم Naturphilosophie (فلسفة الطبيعة)
في عشرينيات القرن التاسع عشر، قام عالم التشريح الفرنسي إتيان رينود أوجوستين سيريس (1786-1868) بتعميم مصطلح التشريح التجاوزي(التصويري) للإشارة إلى الشكل الجماعي للتطور الحيواني.
كما نشأت في هذا الوقت تعبيرات مترادفة مثل التشريح الفلسفي والتشريح الأعلى والتشكيل التجاوزي(التصويري).
اعتبر بعض المدافعين أن التشريح التجاوزي(التصويري) هو التفسير النهائي للبنى البيولوجية ، بينما اعتبره الآخرون أحد الأجهزة التفسيرية الضرورية العديدة.

## نظرية فقارية
كانت عظام الجمجمة البشرية نظرية مهمة لعلماء التشريح التجاوزي(التصويري).
افترض علماء التشريح التجاوزي (التصويري) أن عظام الجمجمة كانت «فقرات الجمجمة» ، أو عظام معدلة من الفقرات.
أيد أوين بشدة هذه النظرية كدليل رئيسي لنظريته عن التماثل.
وقد فقدت النظرية منذ ذلك الحين مصداقيتها.